# Президентский дворец (Тирана)
Президентский дворец (алб. Pallati presidencial), ранее известный как Королевский дворец (алб. Pallati mbretëror), а также имеющий популярное название Дворец Бригад (алб. Pallati i Brigadave), — официальная резиденция президента Албании. Он был построен по распоряжению короля Албании Ахмета Зогу в качестве его официальной резиденции. 
В 1945 году он перестал служить королевской резиденцией, так как вместо монархии в стране был установлен коммунистический режим. С 1946 года здание использовалось правительством Албании для проведения официальных церемоний и государственных приёмов. В 2013 году дворец вновь стал официальной резиденцией, когда президент Буяр Нишани и его семья переехали в реконструированную виллу на территории дворцового комплекса.
Дворец выдержан в рационалистическом архитектурном стиле, будучи уникальным в своём роде не только в Албании, но и среди всей фашистской архитектуры, в том числе и в самой Италии. Его барельефы были покрыты драпировками в 1970-х годах во время культурной революции, но не уничтожены. Тем не менее, дворец до сих пор остро нуждается в реставрации. Описание на тот момент нового (и недостроенного) Королевского дворца появилось в номере журнала «Life» от 22 мая 1939 года.

## История
Идея построить королевский дворец на одном из холмов Саука, рядом с тем, что позже станет Большим парком Тираны, была впервые предложена королём Албании Зогу I в 1930-х годах. Из-за ограниченности средств нарождающегося албанского государства тогдашний министр финансов Мифит Либохова начал переговоры с группой итальянских финансистов в лице Марио Альберти. Было заключено соглашение об открытии национального банка и займе в размере 50 миллионов золотых франков (приблизительно 10 миллионов золотых долларов). Часть этого кредита, также называемого «ссудой СВЕА», была предназначена для строительства официальной резиденции короля. Новый дворец был спроектирован тремя итальянскими архитекторами, включая Джулио Берте. Из-за начала Второй мировой войны и итальянского вторжения в Албанию в 1939 году король Зогу I бежал из страны и не имел возможности увидеть дворец полностью построенным. Итальянцы закончили строительство и использовали дворец преимущественно в качестве штаба армии. Здание было реконструировано и завершено в 1941 году флорентийским архитектором Герардо Бозио.
Здание выполняло функцию королевского дворца лишь однажды, во время единственного визита короля Италии Виктора Эммануила III в Албанию в мае 1941 года. В течение оставшегося периода Второй мировой войны он служил официальной резиденцией для Франческо Джакомони, первого вице-короля, а позже для его преемника, фашистского генерала Альберто Париани. Оба жили там вместе со своими семьями. После капитуляции Италии в сентябре 1943 года албанский офицер, служивший во дворце, спрятал официальный флаг дворца от немцев и отправил его в Италию, где он оставался до 2003 года, когда был куплен Артаном Ламе и возвращён в Албанию. После немецкого захвата страны в сентябре 1943 года албанский парламент собрался во дворце и провозгласил отделение албанской короны от итальянской короны.
В 1945 году дворец был переименован в Дворец бригад, название, которое оставалось в употреблении на протяжении всего коммунистического режима в Албании. Оно до сих пор широко используется местными жителями и албанскими средствами массовой информации. В коммунистической Албании дворец служил преимущественно в качестве правительственного учреждения. В 1992 году, после падения режима, здание было переименовано в Президентский дворец .
В январе 2010 года муниципальные власти Тираны предложили открыть часть дворца для широкой публики.
8 октября 2016 года албанские власти разрешили претенденту на трон Албании Леке II организовать во дворце свадебный приём по случаю его бракосочетания с Элией Захарией.

## Сады
Из-за своего расположения рядом с Большим парком Тираны дворцовые сады также довольно обширны. Президентский дворец окружён деревьями в пределах 200 метров от себя. В дворцовом комплексе также есть свой теннисный корт.

## Вопрос о собственности
В феврале 2013 года Лека Зогу, претендент на трон Албании, называющий себя сам наследным принцем Албании, инициировал судебный процесс, утверждая, что он является законным владельцем президентского дворца. Он уверял, что имущество принадлежало персонально Ахмету Зогу, и таким образом принц Лека сохранил своё право собственности в качестве его наследника.
Лека Зогу утверждал, что подтвердил своё право собственности на здание после решения Верховного суда Албании от августа 2013 года, и объявил, что дворец станет главной официальной резиденцией Королевского суда Албании (алб. Oborri Mbretëror Shqiptar). Но по состоянию на 2016 год дворец продолжал находиться во владении правительства и служить официальной резиденцией президента Республики Албания, принимая у себя государственные приёмы и церемонии, такие как ежегодный Президентский бал в конце года.